# Pontevedra (Negros Occidental)
Pontevedra ist eine Gemeinde im Westen der Provinz Negros Occidental auf der Insel Negros auf den Philippinen. Sie hat 51.866 Einwohner (Zensus 1. August 2015), die in 20 Barangays leben. Sie gehört zur dritten Einkommensklasse der Gemeinden auf den Philippinen und wird als partiell urbanisiert beschrieben.
Sie liegt ca. 49 km südlich von Bacolod City. Die Reisezeit beträgt ca. 60 Minuten mit dem Bus oder Jeepney, mit dem Auto ca. 45 Minuten. Ihre Nachbargemeinden sind San Enrique, La Carlota City im Norden, La Castellana im Osten, Hinigaran im Süden und im Westen grenzt die Gemeinde an die Golf von Panay.
Im Gemeindegebiet befindet sich die Saint Michael the Archangel Kirche, die eine Aufnahmekapazität von 1.500 Personen hat und deren Fenster mit Motiven der Handlungen des Erzengels Michael verziert sind.

## Barangays
| - Antipolo - Barangay I (Pob.) - Barangay II (Pob.) - Barangay III (Pob.) - Buenavista Gibong - Buenavista Rizal - Burgos - Cambarus - Canroma - - Don Salvador Benedicto | - General Malvar - Gomez - M. H. Del Pilar - Mabini - Miranda - Pandan - Recreo - San Isidro - San Juan - Zamora |